# Троубридж
Троубридж (англ. Trowbridge [ˈtroʊbrɪdʒ] TROH-brij) — місто графства Вілтшир в Англії; розташоване на річці Бісс на заході графства, недалеко від кордону з Сомерсетом. Місто розташоване за 8 миль (13 км) на південний схід від Бата, за 31 милю (50 км) на південний захід від Свіндона і за 20 миль (32 км) на південний схід від Бристоля. У 2021 році в місті проживали 37 169 людей.
Канал Кеннет-Ейвон розташований на північ від Троубриджа, яке довгий час було ринковим містом, відіграв важливу роль у розвитку міста, оскільки дозволив транспортувати вугілля з Сомерсетського вугільного поля; завдяки цьому з'явилось парове виробництво на вовняних фабриках. Місто було провідним виробником сучасного одягу та ковдр у південно-західній Англії наприкінці 18-го та початку 19-го століть, до того часу воно носило прізвисько «Манчестер Заходу».

## Історія
Походження назви Троубридж невідоме; одне джерело стверджує, що назва походить від «Дерев'яний міст», вказуючи на перший міст через річку Бісс тоді як інше стверджує, що це міст через Троул. На карті Вілтшира, яку розробив Джон Спід (1611 р.) назва пишеться Трубридж.

## Архітектура

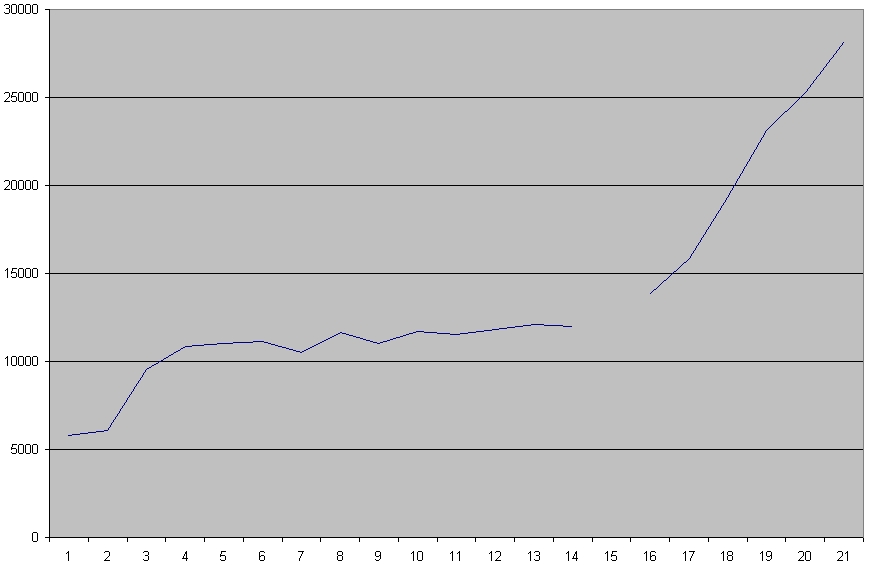
Статистика кількості населення Тровбриджа 1801—2001

У Троубриджі є багато архітектурних пам'яток, зокрема багато старих будівель, пов'язаних із текстильною промисловістю, і заповідна зона Ньютаун, охоронна зона до якої належать здебільшого вікторіанські будинки. У місті є шість будинків, які внесені до списку пам'яток I ступеня, а саме церква Святого Джеймса, будинок Лавміда на вулиці Раундстоун і будинки № 46, № 64, № 68 і № 70 на вулиці Фор. Останній часто називають Парадний будинок.
Ратуша Троубриджа розташована на вулиці Маркет, навпроти входу на нині пішохідну вулицю Фор. Цю триповерхову будівлю з годинниковою вежею в італійському стилі подарував мешканцям міста місцевий мельник сер Вільям Роджер Браун у 1889 році на святкуванні золотого ювілею королеви Вікторії. Будівля була резиденцією місцевого уряду до 1974 року, потім в ній розміщувалися магістратські суди до 2003 року Зараз його використовують для виставок і громадських заходів.

## Міста-побратими
- Костопіль[13]